# Kita (Mali)
Kita és una ciutat de Mali, capital del cercle de Kita; es troba a la regió de Kayes a la línia fèrria de Dakar a Bamako. Al cens del 2006 figura amb 41.641 habitants.
El primer explorador de la regió fou Eugene Mage el 1864. Joseph Gallieni fou el primer a arribar a la regió amb ànim de conqueridor el 20 d'abril de 1880. Després de travessar el riu Bafing a Toukoto els expedicionaris van entrar en una plana al final de la qual estava el massís de Kita. Kita era un regne que tenia per capital a Makadiambougou amb muntanyes a un costat i turons a l'altre. El rei de facto era Tokonta doncs el rei legítim estava a Nahalla, sent Tokonta el principal dels caps del país, si bé era considerat el rei efectiu. Tokonta va allotjar als francesos en una casa espaiosa.
Kita no era el nom de cap població sinó del país format per diverses poblacions separades d'uns tres-cents metres una de l'altra; la regió era travessada per caravanes entre l'alt Senegal i el Níger i era un lloc estratègic. La fortalesa tuculor de Mourgoula controlava tota la zona i podia rebre ajut de més al nord de Nioro, on governava Mountaga, germà d'Ahmadou de Ségou. Tokonta estava en guerra amb una població propera, Goubanko (a dues hores i mitja de camí cap a l'est), fundada per refugiats peuls als quals havia acollit quan fugien d'Alfa Usman, un lloctinent d'al-Hadjdj Umar; però els havia exigit dures condicions; els refugiats van prosperar, van acollir a altres fugitius bambares i malinkes, i es van oposar a les exigències del rei, que eren injustes. La guerra va esclatar i el rei va fer aliança amb l'almamy de Mourgoula. El 1879 després d'un setge, els habitants de Goubanko, van rebutjar l'exèrcit de Kita. El rei pretenia ara acceptar el protectorat francès a canvi de la seva ajuda contra la població rebel. Però Gallieni va subornar a l'entorn reial, i al mateix temps va començar a negociar amb Goubanko i amb el rei de Nahalla. Finalment Tokonta va acceptar signar el tractat de protectorat, el qual va tenir lloc a Makadiambougou el 25 d'abril de 1880. Com que era una població ben situada i saludable (si bé la temperatura pujava al migdia fins als 40 graus) s'havia previst la instal·lació d'un fort en uns terrenys que el rei va cedir.
Kita va ser una posició important durant tota la colonització francesa. Les poblacions es van anar ajuntant per noves construccions. Una llei francesa de 18 de novembre de 1955 va esdevenir municipi (comuna) dirigida per un alcalde, nomenat pel cap del territori; l'alcalde estava assistit per un consell municipal elegit per un col·legi únic. En el Mali independent la llei de 2 de març de 1966 va establir un règim comú per totes les comunes creades abans de 1960. Un consell municipal elegit designa en el seu si l'alcalde i un o més adjunts.